# Edward Keurvels
Edward Keurvels est un chef d'orchestre et compositeur belge né le 8 mars 1853 à Anvers et mort le 29 janvier 1916 à Ekeren.

## Biographie
Edward Hubertus Joannes Keurvels naît le 8 mars 1853 à Anvers,.
Il étudie le violon, le piano et l'orgue à la Vlaamse Musiekschool d'Anvers et travaille auprès du directeur de l'école Peter Benoit l'harmonie, le contrepoint, l'orchestration et la composition.
En 1871, il est nommé répétiteur et accompagnateur au sein de l'institution flamande.
En 1882, Edward Keurvels devient chef d'orchestre du Nederlandse Schouwburg d'Anvers. Il compose la musique de ses productions, promeut le drame lyrique parlé et participe à la création en 1890 du Nederlands Lyrisch Toneel, où de nombreuses œuvres de Benoit sont présentées et pour lequel Keurvels compose son drame lyrique Parisina. Ce théâtre donne naissance au De Vlaamse Opera (1893), qu'il dirige durant de nombreuses années. 
Pour l'Opéra flamand, Edward Keurvels réalise également des traductions des opéras de Wagner. 
En 1896, il crée une série de concerts symphoniques au Jardin zoologique d'Anvers, "qui prend une importance considérable dans la vie musicale de la ville". 
En 1898, il participe à la fondation du Koninklijk Vlaams Conservatorium, puis crée quelques années plus tard, en 1902, le Peter Benoit-Fonds pour promouvoir les œuvres de Benoit. 
Comme compositeur, Edward Keurvels est notamment l'auteur d'un opéra, Parisina (Anvers, 1890), et de nombreuses mélodies. 
Il meurt le 29 janvier 2016 à Ekeren,. 